# Католицизм в Гвинее-Бисау
 Католицизм в Гвинее-Бисау  или Римско-Католическая Церковь в Гвинее-Бисау является частью вселенской Католической церкви.

## История
На территории нынешней Гвинеи-Бисау первые католические миссионеры из монашеского ордена францисканцев появились впервые в 1462 году. В первые годы своего пребывания миссионеры не добились здесь успеха в своей деятельности из-за сложного тропического климата и работорговли, поэтому присутствие Римско-Католической церкви на этих территориях не имело постоянного характера до 1879 года, когда Гвинея стала португальской колонией. В это время католические миссионеры снова стали предпринимать многочисленные попытки заниматься миссионерством среди местного населения. Однако, их усилия наталкивались на сильное неприятие местными жителями европейских миссионеров. В 1929 году в Португальской Гвинее находился только один католический священник.
В 1933 году в Португальскую Гвинею прибыли францисканцы. В 1940 году здесь Святым Престолом была основана миссия Sui iuris. В 1947 году в Португальскую Гвинею прибыли миссионеры из Папского Института заграничных миссий.
В 1955 году Святым Престолом была учреждена Апостольская префектура Португальской Гвинеи. После провозглашения независимости Гвинеи-Бисау в 1977 году Апостольская Префектура Португальской Гвинеи была преобразована в епархию Бисау. В 2001 году была учреждена епархия Бафата.
В январе 1990 года Гвинею-Бисау посетил Римский папа Иоанн Павел II.

## Статистика
Численность католиков в Гвинее-Бисау составляет около 135 000 человек (примерно около 10 % от общего числа населения). В Гвинее-Бисау действуют две католических епархии, непосредственно подчиняющиеся Святому Престолу, 29 приходов:
- Епархия Бисау;
- Епархия Бафата.

Римско-Католическая церковь в Гвинее-Бисау не имеет своей собственной Конференции католических епископов. Епископы Гвинеи-Бисау участвуют в работе Конференции католических епископов Сенегала, Мавритании, Кабо-Верде и Гвинеи-Бисау.

## Источник
- Католическая Энциклопедия, т. 1, изд. Францисканцев, М., 2002, стр. 1218, ISBN 5-89208-037-4
- Guida delle missioni cattoliche 2005, a cura della Congregatio pro gentium evangelizatione, Roma, Urbaniana University Press, 2005